# Pélops (Sparte)
Pour les articles homonymes, voir Pélops (homonymie).
Pélops (du grec : Πέλοψ) était le dernier roi de Sparte de la dynastie des Eurypontides. Il était fils de Lykourgos. 
Il est né aux alentours de 210 av. J.-C, mais son père mourut bientôt cette année-là. Depuis son enfance, un régent a régné, d'abord Machanidas puis Nabis. En 199 av. J.-C., cependant, Pélops fut assassiné par Nabis, qui prit le trône. Il était le dernier de la dynastie des Eurypontides.